# Ivan (cráter)
Ivan (del ruso: Иван) es un pequeño cráter situado en la parte central del Oceanus Procellarum, en la cara visible de la Luna. El cráter está rodeado por las Rimae Prinz, con el cráter Vera muy próximo en el suroeste. Otros cráteres cercanos son Van Biesbroeck, Krieger, Rocco y Ruth en el noroeste; Ångström en el este-noreste; y Prinz en el sursudoeste. También en el oeste del cráter aparecen las Rimae Aristarchus, y al este los Montes Harbinger.
| [[File:VallisSchröteriLOC.jpg\|600px\|alt={{{Alt\|Localización de Ivan]] File:VallisSchröteriLOC.jpgLocalización de Ivan | [[File:Herodotus + Aristarchus - LROC - WAC.JPG\|600px\|alt={{{Alt\|Entorno de Ivan]] File:Herodotus + Aristarchus - LROC - WAC.JPGEntorno de Ivan |

El cráter presenta una pequeña plataforma central, de la que parte una grieta de las Rimae Prinz. La naturaleza del cráter no está clara, es posible que se trate de una caldera volcánica.
Antes de recibir su nombre actual en 1976, Ivan fue denominado como el cráter satélite Prinz B.